# Isidre Sola i Llop
Isidre Sola i Llop (Bellver de Cerdanya, 1927 – Maó, 5 de setembre de 2005) fou un locutor i actor de radioteatre català. Va formar part del quadre d'actors de Ràdio Barcelona, emissora amb la qual va estar vinculada quaranta anys. Es va estrenar en aquest mitjà amb el concurs Piense y acierte i va aconseguir la seva popularitat interpretant el protagonista del programa de misteri Taxi Key, que va representar durant vint anys. Com a actor de radioteatre va protagonitzar amb Encarna Sánchez obres com La vida es sueño, Hamlet, Don Juan Tenorio, La venganza de Don Mendo i Mort d'un viatjant i d'autors com Josep Maria de Sagarra, Àngel Guimerà i Santiago Rusiñol.
En doblatge, habitualment va doblar els actors Edward G. Robinson, Walter Pidgeon, Adolphe Menjou, Joseph Cotten i Peter Cushing. Va començar en aquest sector fent ambients al doblatge en castellà dels films Ludwig i Elephant Walk. Va participar en el doblatge en català de la pel·lícula Terra de faraons, on va posar veu al personatge de Hamar interpretat per l’actor Alexis Minotis; d'Els tres mosqueters, on dobla Vincent Price en el personatge del cardenal Richelieu, i a Allò que el vent s'endugué. Va participar en diferents sèries emeses per TV3 com Dallas, Jo, Claudi, i Hotel Fawlty. Va doblar sobretot papers secundaris, però també alguns protagonistes com el de Lex Luthor a Superman II interpretat per Gene Hackman, o el de Walter Donovan (Julian Glover) a Indiana Jones i l'última croada.
El 1954 va rebre un Premi Ondas al millor actor de Barcelona pel seu paper a Taxi Key. Va ser pare de la també actriu de doblatge Alba Sola, que ha posat veu a actrius com Sandra Bullock, Lisa Kudrow i Julianne Moore. Va morir el 2005 amb 78 anys.